# Авенида Фигероа Алькорта
Авенида Фигероа Алькорта (исп. Avenida Figueroa Alcorta) — улица в городе Буэнос-Айрес, Аргентина.

## Название
Улица названа в честь Хосе Фигероа Алькорта, политического деятеля Аргентины, который состоял на трех ветвях власти: был депутатом парламента в 1891 году и 1895; президентом Сената с 1904 по 1906, президентом Аргентины с 1906 по 1910 годы, и судьёй Верховного Суда с 1915 года, стал председателем Верховного суда с 1929 года и до его смерти в 1931 году.

## История
Проспект занимает пространство, на котором в середине девятнадцатого века проходила железная дорога, ведущая к Сан-Фернандо (тогда в составе Аргентинской Центральной железной дороги) на берегу Рио-де-ла-Плата.
Улица идет, в северной части Буэнос-Айреса, проходит мимо парка Трес де Фебреро, параллельно проспекту Авенида Альвеар (ныне этот участок принадлежит улице Авенида дель Либертадор). Проект улицы был завершен в 1910 году, к столетию со дня Майской революции, и, таким образом, улица носила название Авенида Сентенарио. Затем, в течение короткого периода, она носила имя Авенида Хосе Феликс Урибуру, первого диктатора Аргентины (1930—1932), до того времени, пока не получила своё нынешнее название.

## Описание

### Реколета

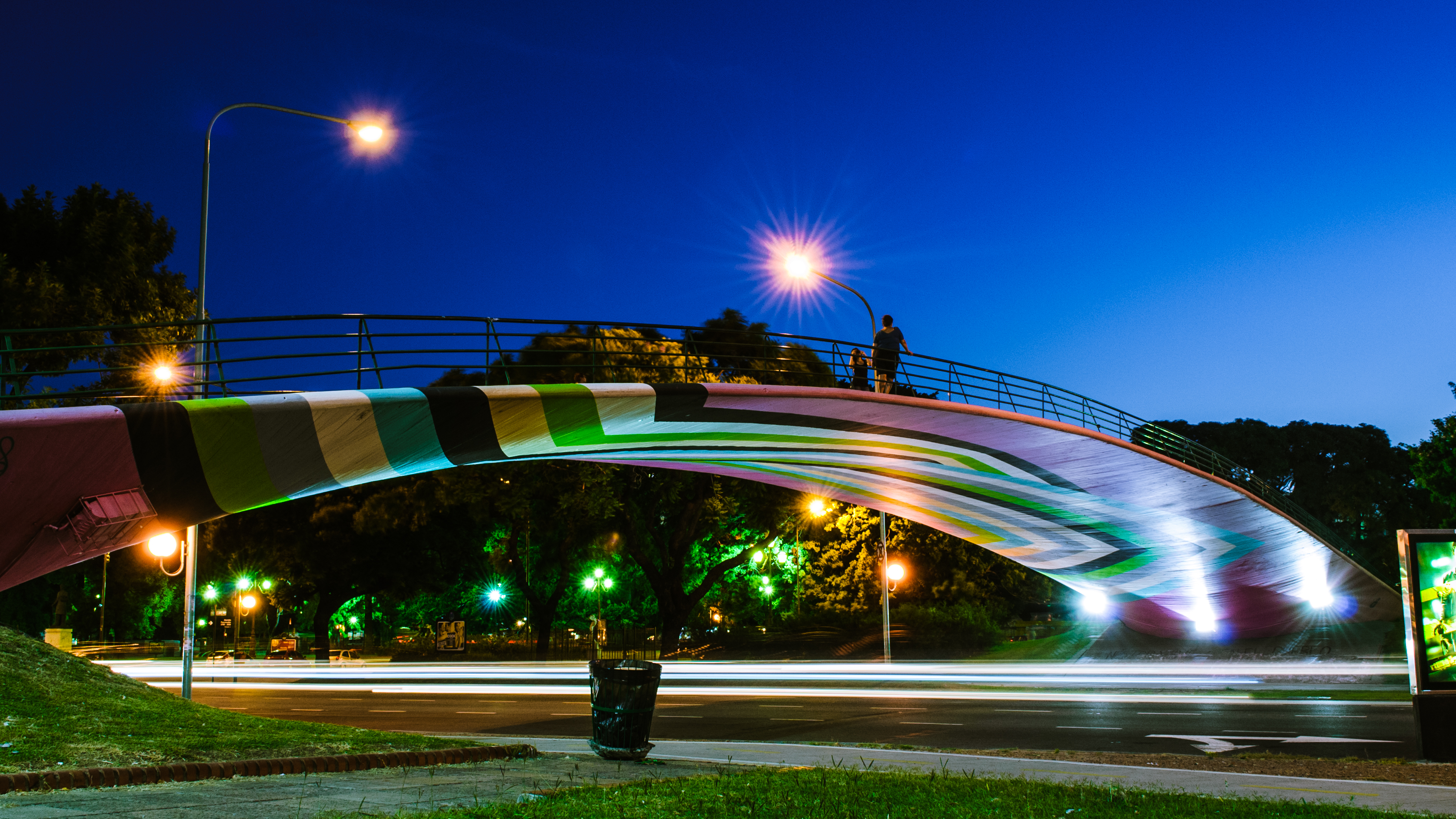
Мост пересекающий Авенида Фигероа Алькорта (2013)

Начавшись в районе Реколета, где заканчивается Авенида дель Либертадор. В этом месте расположены: Centro de Exposiciones de Buenos Aires, юридический факультет Университета Буэнос-Айреса, Национальный музей изящных искусств (Museo Nacional de Bellas Artes (Argentina) (архитектор Алехандро Бустилло 1932), Площадь Объединённых Наций, где расположен монумент Floralis Genérica (архитектор Эдуардо Каталано) и здание 7 канала. Пешеходный мост сделанный из бетона с изогнутым дизайном, пересекает проспект перпендикулярно к юридическому факультету. Разработанный в 1960 году по проекту архитектора Сезара Жанелло, он был снесен при попытке построить алтарь нации во время правления президента Изабеллы Перон в 1970-х годах, а в 1978 году был восстановлен и переехал на юг примерно на 500 метров от своего первоначального расположения. Ещё один факт из истории этой области проект Monumento al Descamisado, руководимый президентом Хуаном Доминго Пероном был прерван после его свержения в 1955 году и достиг бы 140 метров, и мог находиться в нынешней Площади Объединённых Наций.

### Палермо
Пересекая улицу Тагле проспект входит в зону под названием Баррио Парк или Палермо Чико в районе Палермо. Это одно из самых эксклюзивных мест района которое славится своей красотой в Буэнос-Айресе; проект квартала был разработан, для состоятельного класса с учётом архитектуры французского урбанизма архитектором Карлосом Тэйсом в 1912 году. Под этот проект были выделены дома и особняки аристократов, но с последующим развитием рынка недвижимости в 1950 году, часть этих зданий на проспекте Авенида Фигероа Алькорта были снесены, чтобы освободить место для жилых домов. Во многих уцелевших сегодня зданиях размещены несколько посольств, таких как особняки Dodero и Larivière (арендованы Испанией), Посольства Ирана и Уругвая. В 2005 году здесь был построен Torre Grand Bourg, роскошный жилой дом, французского стиля, связанный им со старыми особняками.
Ещё одним заметным зданием в этом важном квартале расположенном в нескольких кварталах от Дворца Алькорта, является построенное в 1927 году по проекту архитектора Марио Паланти для концерна Chrysler здание дилерского центра. На противоположной стороне расположен Instituto San Martín de Tours и через квартал расположен Музей латиноамериканского искусства в Буэнос-Айресе открытый в 2001 году, он получил своё место в культурной программе Буэнос-Айреса. Также отсюда видны жилые башни Le Parc Figueroa Alcorta (архитектор Aisenson, 2004), один из которых достигает высоты 170 метров. На другой стороне находится Paseo Alcorta (архитектор Lier y Tonconogy 1989) где находится торговый центр.
От улицы Авенида Касарес проспект Фигероа Алькорта входит в Парк Трес-де-Фебреро, один из главных парков Буэнос-Айреса. Парк состоит из широкого спектра зеленых пространств и озёр. В районе Палермо, также расположены Планетарий Галилео Галилей, Клуб друзей и японский сад. Копия дворца персидского царя Кира в Персеполе, подарок от шаха Ирана в 1972 году.
Также проходят через район Палермо, железнодорожные дороги Сан-Мартин и Митре, недалеко от аргентинского теннисного клуба.

### Бельграно
Входит в район Бельграно пересекая улицу Ла Пампа. Примерно через около 400 метров вдоль парка Сан-Бенито, где находится памятник Мартину Мигелю де Гуэмесу и мост Скалабрини Ортис, который соединяет Авениду Интенданте Кантило и Ciudad Universitaria de Buenos Aires. Затем пройдя слегка влево, мимо конного клуба Argentino, расположены университет Torcuato Di Tella, спортивное поле и стадион Монументаль, улица заканчивается на пересечении с улицей Авенида Удаондо.

## Галерея

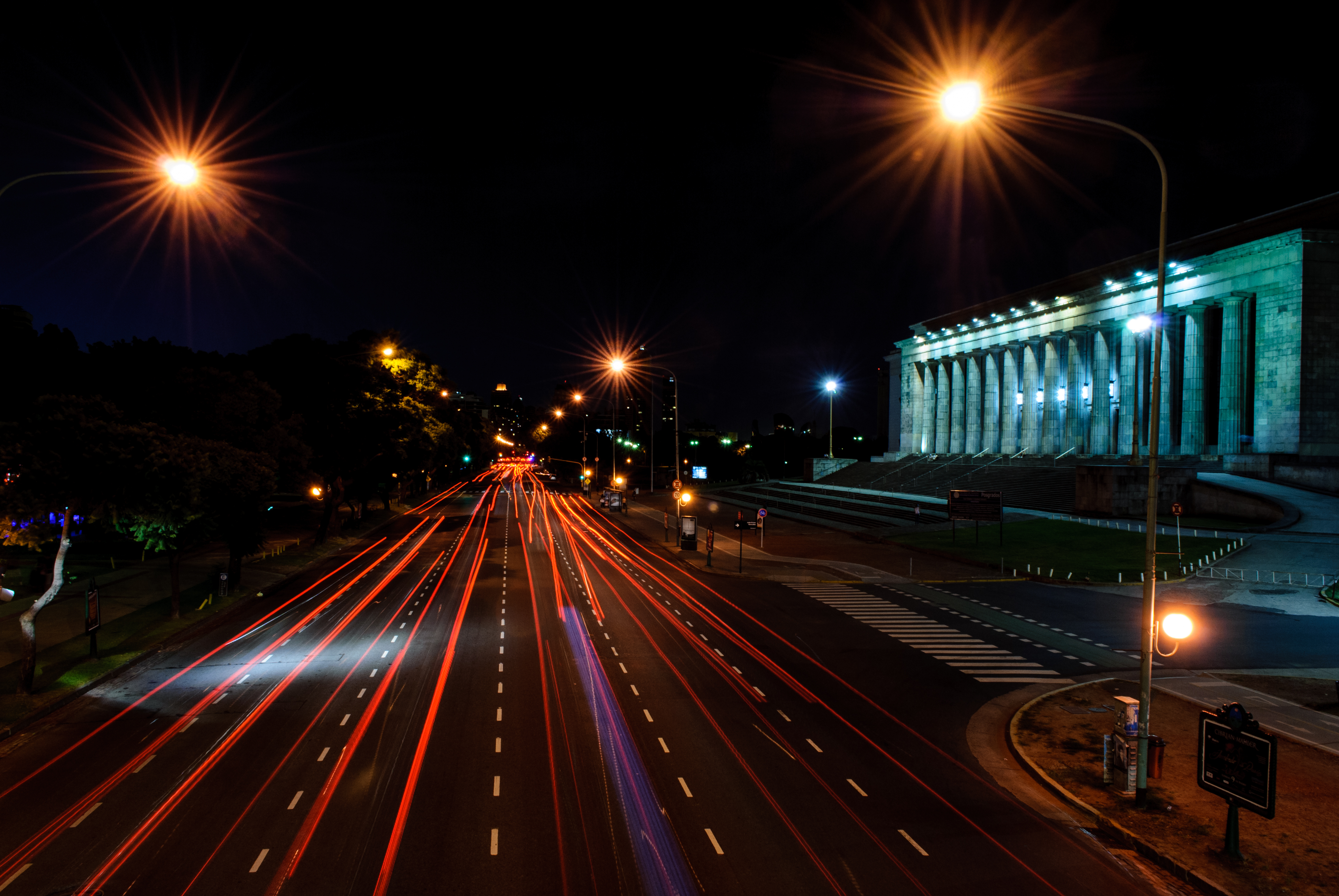
Ночная съемка улицы и юридического факультета
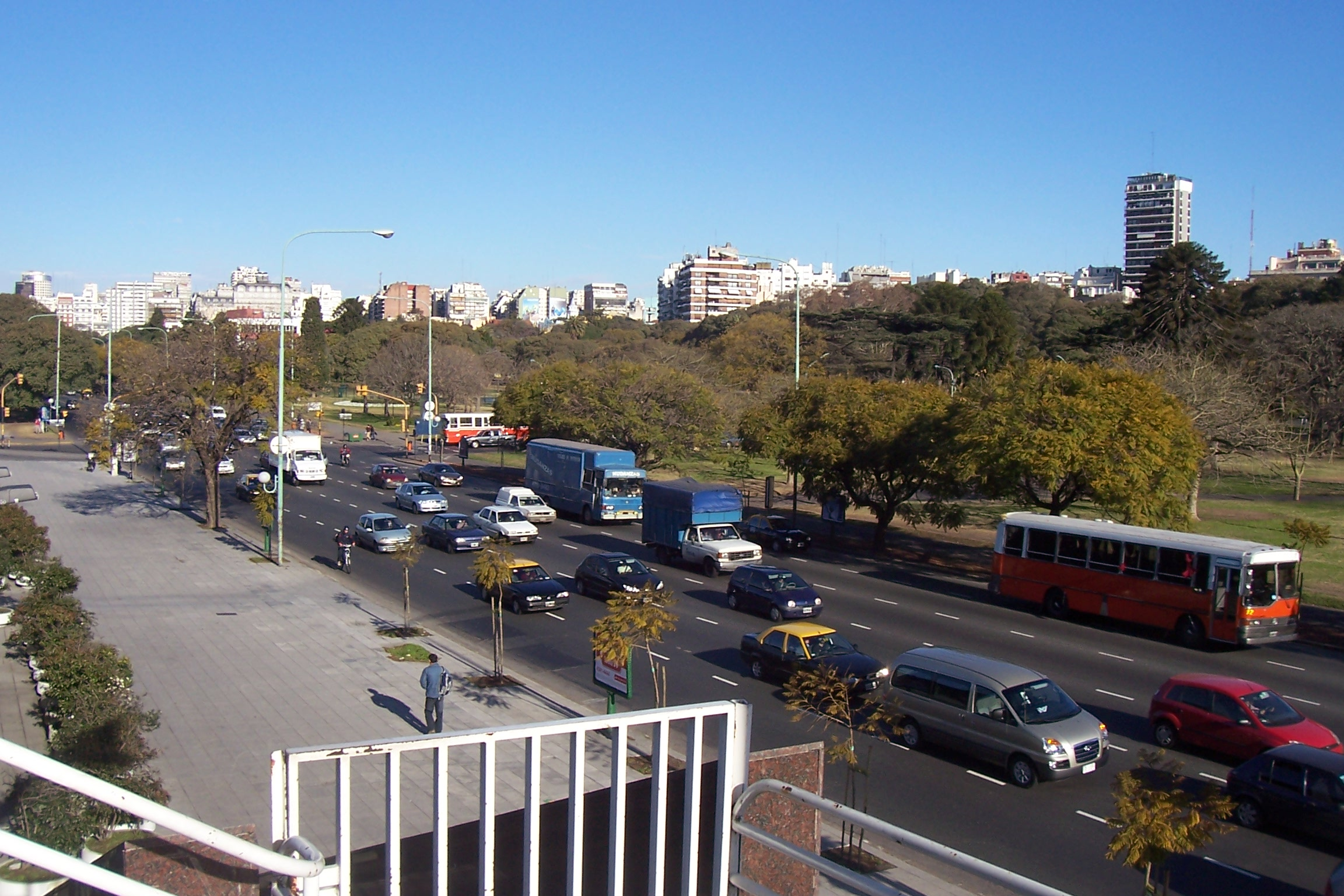
Вид на Авенида Фигероа Алькорта
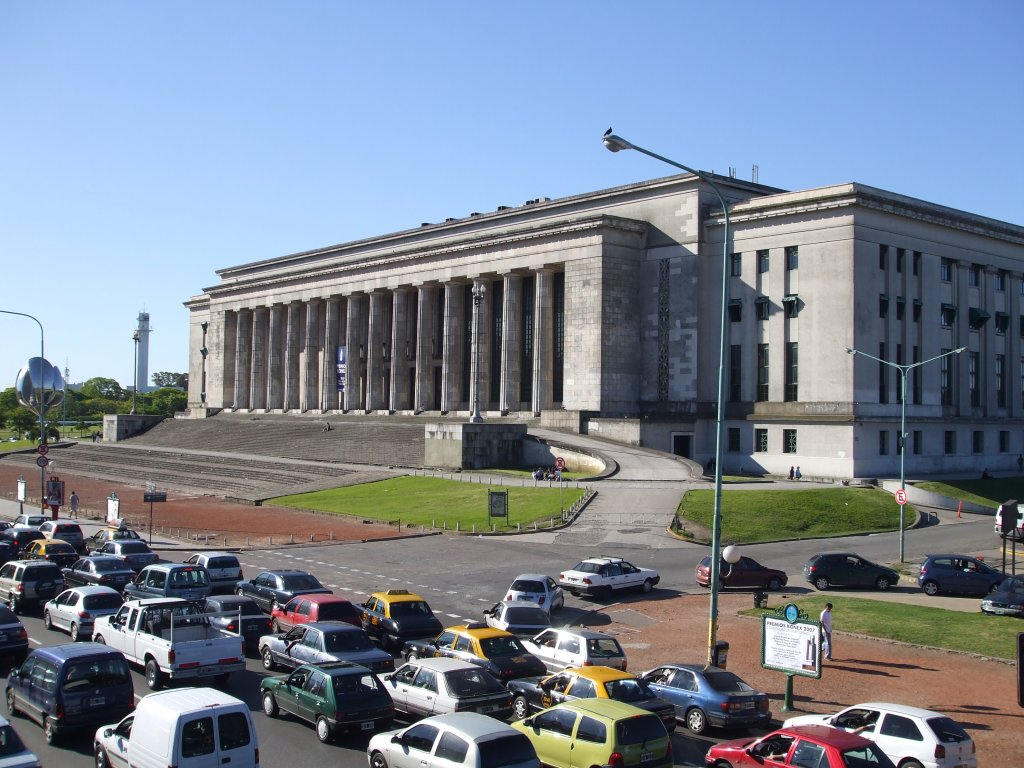
Юридический факультет Университета Буэнос-Айреса. Авенида Фигероа Алькорта 2263